# Amorupi hudepohli
Amorupi hudepohli là một loài bọ cánh cứng trong họ Cerambycidae.